# Hallotière
Hallotière é uma comuna francesa na região administrativa da Normandia, no departamento de Sena Marítimo. Estende-se por uma área de 3,76 km². Em 2010 a comuna tinha 224 habitantes (densidade: 59,6 hab./km²).